# Курамисов Ізмухан Мукашевич
Ізмухан Мукашевич Курамисов (1896, аул № 5 (Тумар-Уткуль) Тустюбінської волості Актюбінського повіту Тургайської області, тепер Актюбінської області, Казахстан — розстріляний 25 лютого 1938, місто Алма-Ата, тепер Алмати, Казахстан) — радянський казахський діяч, 2-й секретар Казакського крайкому ВКП(б), 1-й секретар Алма-Атинського і Західно-Казахстанського обласних комітетів КП(б) Казахстану.

## Життєпис
Народився в родині селянина-бідняка. У 1910 році закінчив Тумар-Уткульську аульну російсько-казахську школу Актюбінського повіту.
З 1910 по вересень 1916 року — селянин у власному господарстві в урочищі Казенний Яр Тумар-Уткульської волості Актюбінського повіту.
З вересня 1916 по травень 1917 року працював чорноробом на міських бійнях Оренбурга, де приєднався до робітничого руху.
З травня по серпень 1917 року — діловод і помічник секретаря Тумар-Уткульської волосної громадянської управи Актюбінського повіту. З серпня 1917 по січень 1918 року — помічник секретаря Тумар-Уткульської волосної земської управи Актюбінського повіту.
У січні 1918 — січні 1919 року — секретар виконавчого комітету Тумар-Уткульської волосної ради Актюбінського повіту.
З січня 1919 по серпень 1920 року — селянин у власному господарстві в урочищі Казенний Яр Тумар-Уткульської волості Актюбінського повіту.
У серпні 1920 — березні 1921 року — секретар, голова виконавчого комітету Тумар-Уткульської (Тустюбінської) волосної ради Актюбінського повіту.
Член РКП(б) з січня 1921 року.
З березня по вересень 1921 року — завідувач політичного відділу національних меншинств, завідувач обліково-статистичного відділу Акбулацького районного комітету РКП(б) Актюбінської області. З вересня 1921 по жовтень 1922 року — завідувач агітаційно-пропагандистського відділу, завідувач організаційного відділу Акбулацького районного комітету РКП(б) Актюбінської області.
У жовтні 1922 — серпні 1923 року — завідувач обліково-статистичного відділу Актюбінського губернського комітету РКП(б). З серпня 1923 по квітень 1924 року — інструктор, з квітня по червень 1924 року — заступник завідувача і завідувач організаційного відділу Актюбинського губернського комітету РКП(б).
У червні — листопаді 1924 року — помічник відповідального секретаря Киргизького (Казакського) обласного комітету РКП(б); 2-й секретар Киргизького (Казакського) обласного комітету РКП(б) — голова організаційного бюро Спілки «Жарли» в місті Оренбурзі.
У листопаді 1924 — лютому 1925 року — відповідальний секретар Організаційного бюро Киргизького (Казакського) обласного комітету РКП(б) по знову приєднаних областях у Ташкенті та Чимкенті.
У лютому 1925 — 1928 року — заступник голови Киргизького бюро ВЦРПС, завідувач організаційного відділу Казакської ради професійних спілок у місті Оренбурзі.
У 1928 — березні 1929 року — завідувач відділу керівних партійних органів Казакського крайового комітету ВКП(б).
У березні 1929 — 1931 року — 2-й секретар Казакського крайового комітету ВКП(б).
У 1930 році закінчив місячні курси керівних партійних працівників при ЦК ВКП(б) у Москві.
У 1931 році — секретар Казакського крайового комітету ВКП(б). У 1931—1934 роках — 3-й секретар Казакського крайового комітету ВКП(б).
У березні 1932 — травні 1933 року — 1-й секретар Алма-Атинського обласного комітету КП(б) Казахстану.
У березні 1934 — квітні 1937 року — 1-й секретар Західно-Казахстанського обласного комітету КП(б) Казахстану.
У липні — серпні 1937 року — 1-й заступник народного комісара легкої промисловості Казахської РСР.
У серпні — вересні 1937 року — 1-й заступник голови Держплану Казахської РСР.
17 вересня 1937 року заарештований УДБ УНКВС Казахської РСР. Рішенням ЦК КП(б) Казахстану 19 вересня 1937 року виключений з ВКП(б) «як ворог народу». Виїзною сесією Військової колегії Верховного суду СРСР в Алма-Аті 25 лютого 1938 року за статтями 58-2, 58-8, 58-9, 58-11 КК РРФСР засуджений до страти, того ж дня розстріляний. Родичам повідомили, що Ізмухан Курамисов помер, відбуваючи покарання, 6 травня 1941 року.
9 липня 1957 року посмертно реабілітований визначенням Військової колегії Верховного суду СРСР. 25 січня 1990 року відновлений у членах КПРС рішенням президії контрольно-ревізійної комісії Алма-Атинського обласного комітету КП Казахстану.